# Белосельский-Белозерский, Константин Эсперович
Князь Константи́н Эсперович Белосе́льский-Белозе́рский (16 (28) июня 1843 — 26 мая 1920, Нёйи-сюр-Сен) — русский генерал-лейтенант, крупный землевладелец и заводчик Российской империи. В 1849—1867 годах — единственный мужчина в роду Белосельских-Белозерских.

## Жизнь
Родился 16 июня 1843 года в семье князя Эспера Александровича Белосельского-Белозерского и Елены Павловны Бибиковой (1812—1888). Племянник знаменитой княгини Зинаиды Волконской.
Получил домашнее образование. Вступил в службу 9 декабря 1861 года в Конный лейб-гвардии полк.
Чины: корнет гвардии (1863), поручик (1866), штабс-ротмистр (1878), флигель-адъютант (1881), ротмистр гвардии (1882), подполковник армии (1882), полковник (1884, за отличие), генерал-майор (1894, за отличие), генерал-майор Свиты (1896), генерал-лейтенант (1906, за отличие), генерал-адъютант (1906).
С 1861 года владел Катав-Ивановским и Усть-Катавским, с 1901 года — Юрюзанским заводами на Южном Урале. В декабре 1917 года опекунское управление, назначенное в 1903 году, продало Катав-Юрюзанский горный округ Акционерному обществу Белорецких заводов.
В 1866—1868 годах служил адъютантом шефа жандармов. В 1868 году вышел в отставку, в 1877 году вернулся на службу. Служил ординарцем начальника штаба Гвардейского корпуса (1877—1881).
Участвовал в русско-турецкой войне 1877—1878 годов. В 1881 году короткое время был адъютантом наследника цесаревича, будущего императора Александра III.
Был наиболее значимым меценатом Петербургского речного яхт-клуба. Передав клубу в вечное пользование земельный участок на берегу Крестовского острова, он обеспечил условия для стабильного развития парусного и гребного спорта.
В 1895 году вышел в запас, в 1896 году вновь вернулся на службу в чине генерал-майора с зачислением в Свиту Его Императорского Величества. Состоял членом совета Главного управления коннозаводства. По сообщению газеты «Биржевые Ведомости», в 1908 году князь перешёл из православия в католичество. 16 апреля 1917 году уволился от службы по болезни.
После революции эмигрировал во Францию. Скончался в 1920 году в Нёйи-сюр-Сен.

## Семья

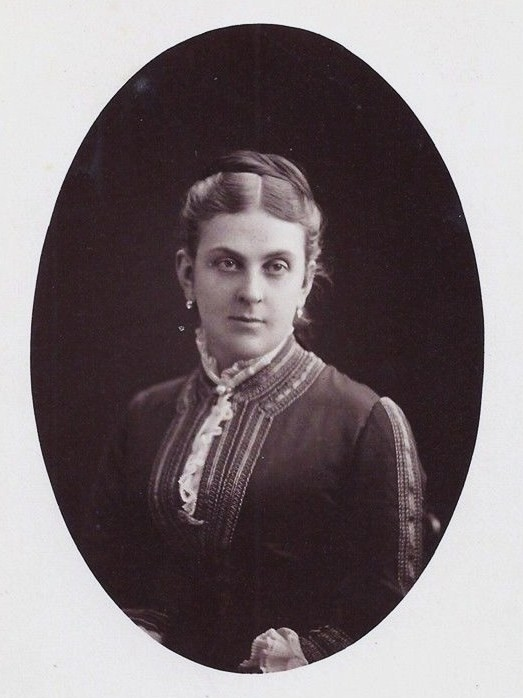
Надежда Дмитриевна

Жена (с 27.10.1865, Карлсруэ) — Надежда Дмитриевна Скобелева (08.06.1847, Париж—1920), дочь Д. И. Скобелева от брака его с О. Н. Полтавцевой; сестре генерала М. Д. Скобелева. После смерти брата, Надежда Дмитриевна стала его наследницей. Возглавила комитет «Скобелевского общества», в организации которого приняла самое деятельное участие. По словам современника, была одной из первых красавиц своего времени и славилась своим чудным контральто. Будучи видной петербургской дамой, Белосельская много принимали в своём доме на Невском, у Аничкова моста, а летом — в своём дворце на Крестовском острове. Кавалерственная дама ордена Святой Екатерины (меньшого креста). После революции вместе с семьёй эмигрировала. Умерла в Лондоне и похоронена в одной могиле с мужем во Франции. Дети:
- Сергей (1867—1951)
- Елена (1869—1944), замужем за В. С. Кочубеем.
- Эспер (1871—1921)
- Ольга (1872—1923), замужем за князем В. Н. Орловым (известен её портрет работы В. А. Серова).
- Мария (1882—1931), замужем за Б. Е. Гартманом, командиром лейб-гвардии Конного полка.

## Награды

Константин Эсперович

- Орден Святого Станислава 3-й ст. (1867)
- Орден Святой Анны 3-й ст. (1879)
- Орден Святой Анны 2-й ст. (1887)
- Орден Святого Владимира 3-й ст. (1890)
- Орден Святого Станислава 1-й ст. (1899)
- Орден Святой Анны 1-й ст. (1903)
- Орден Святого Владимира 2-й ст. (1907)
- Орден Белого Орла (1912)
- Орден Святого Александра Невского (06.12.1914)

Иностранные:
- датский Орден Данеброг командорский крест (1882)
- прусский Орден Красного орла 2-й степени (1887)
- греческий Орден Спасителя 3-й степени (1889)
- саксен-кобург-готский Орден Эрнестинского дома командорский крест 1 класса (1890)
- австрийский Орден Франца Иосифа большой крест (1897)
- итальянский Орден Святых Маврикия и Лазаря 2-й степени (1902)
- Медаль в память коронации Короля Английского Эдуарда VII (1902)
- прусский Орден короны 1 степени (1905)